# Gepäckkarre

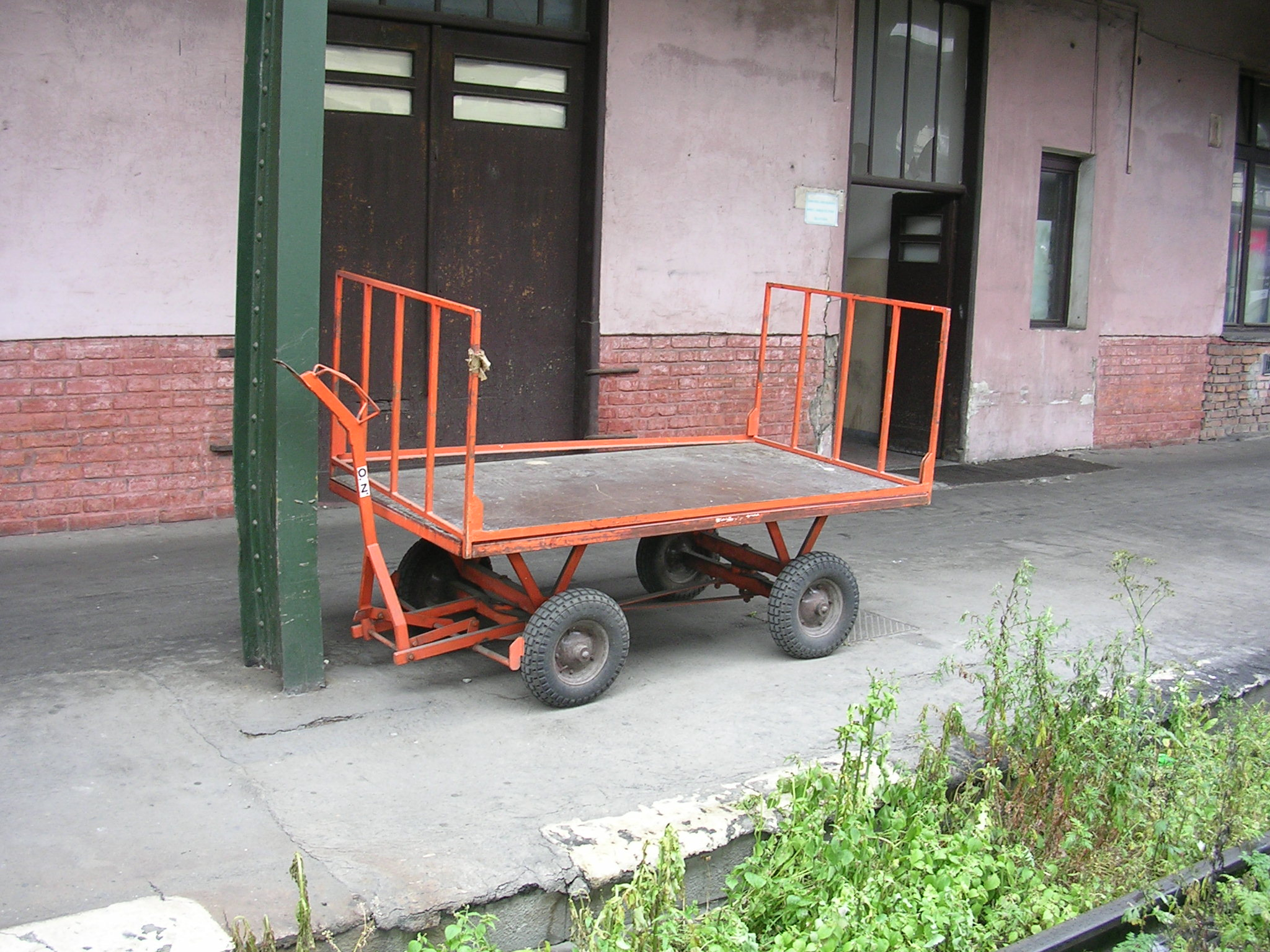
Bahnsteig-Gepäckkarren an einem Bahnsteig in Prag in Tschechien, 2009

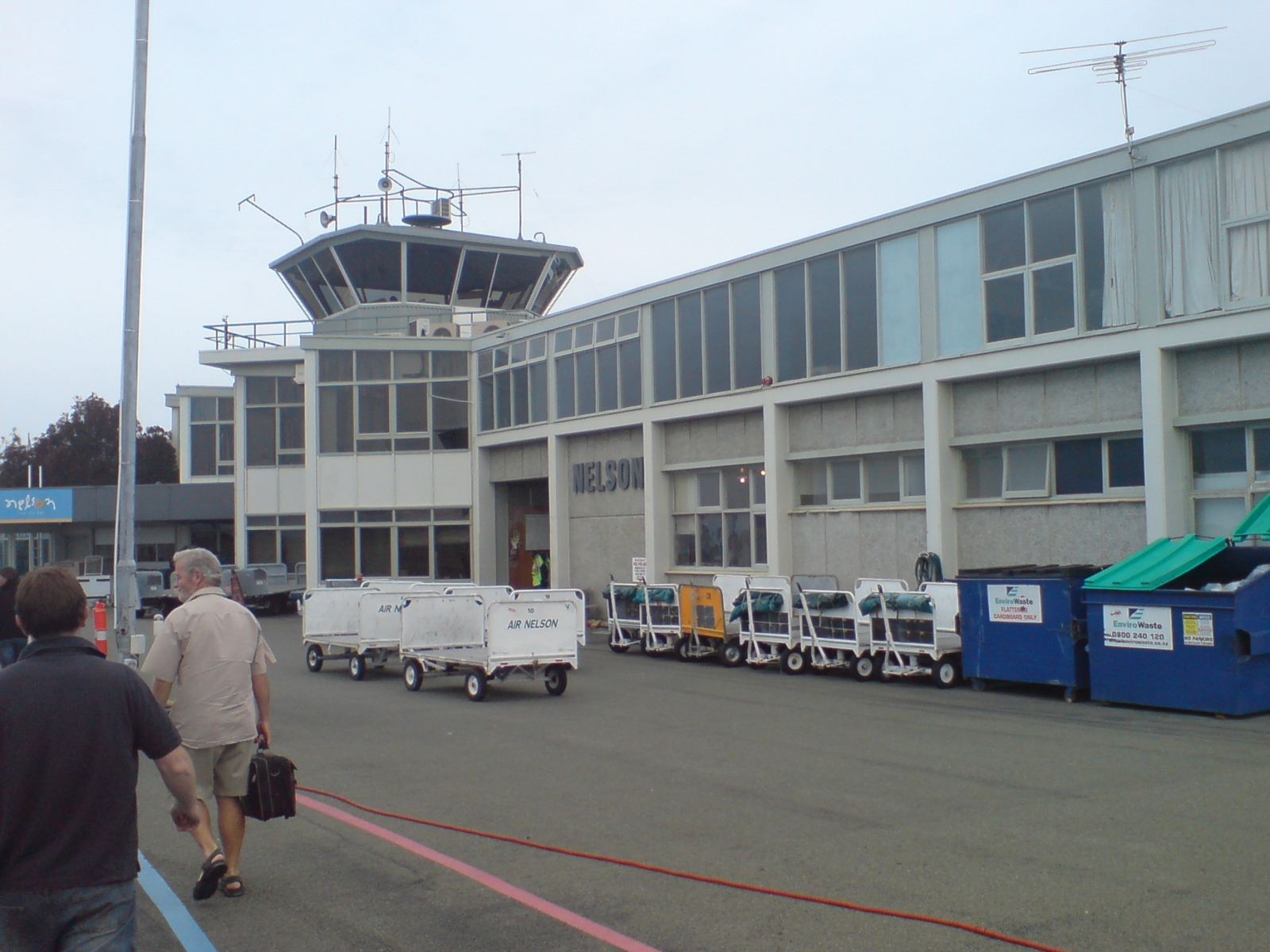
Am Flugplatz Nelson Airport in Neuseeland, 2009

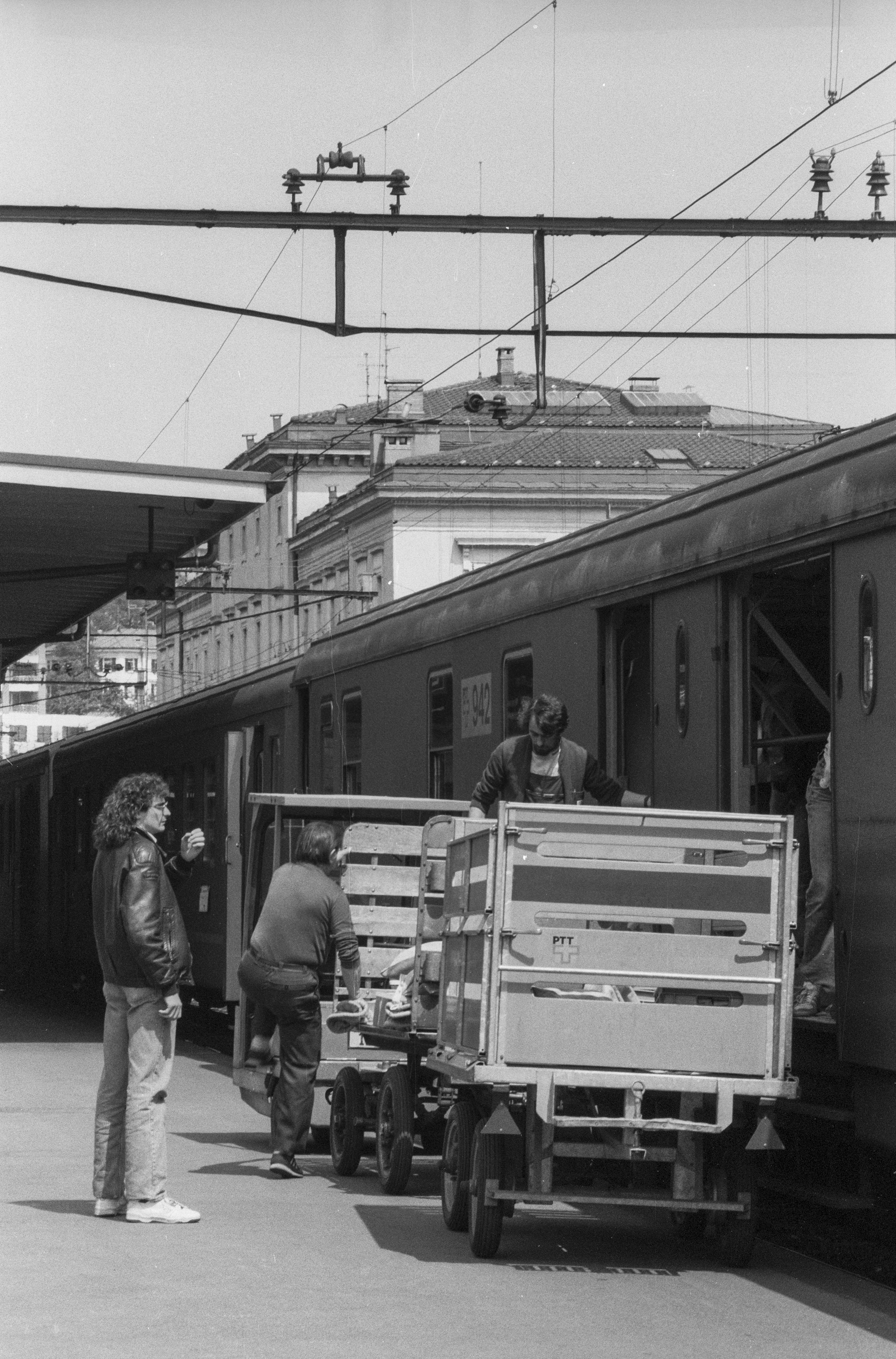
Perronwagen vor einem Bahnpostwagen in der Schweiz, 1992

Gepäckkarren (Bahnsteig-Gepäckkarren, Bahnsteigwagen; in der Schweiz auch Perronwagen) sind Fahrzeuge, mit denen auf Bahnhöfen Reisegepäck und Expressgut vom Empfangsgebäude auf den Bahnsteig zu den Reisezügen gebracht oder von dort geholt wird.
Je nach Bahnverwaltung und Aufkommen existieren unterschiedliche Ausführungen: einfache Schubkarren, zweirädrige Karren, zweiachsige Fahrzeuge mit Drehschemel und Elektrokarren. Solche elektrisch angetriebenen Fahrzeuge werden auch zum Ziehen mehrerer zweiachsiger Wagen eingesetzt und kommen sowohl auf normalen wie, falls vorhanden, auf speziellen Gepäckbahnsteigen zum Einsatz. 
Auf großen Bahnhöfen existieren oftmals noch für die Gepäckfahrzeuge besondere Unterführungen mit Rampen, um das Überqueren der Gleise zu vermeiden. 
Gepäckkarren werden auch an Flugplätzen und an Passagierschiffen eingesetzt.